# Mallos bryantae
Mallos bryantae là một loài nhện trong họ Dictynidae.
Loài này thuộc chi Mallos. Mallos bryantae được Willis J. Gertsch miêu tả năm 1946.